# Pawęż (żegluga)

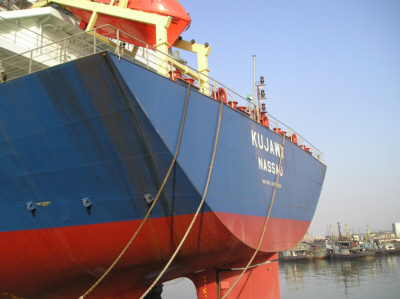
Pawęż statku handlowego

Pawęż, lustro – jeden ze sposobów zakończenia rufy statku wodnego w części nawodnej. Stanowi płaszczyznę prostopadłą lub lekko pochyłą do powierzchni wody. W linię poszycia burty, jak również dna jednostki, przechodzi poprzez wyraźną krawędź.
Na jednostkach szkieletowych pawęż jest połączona ze stępką za pomocą stewy rufowej (tylnicy), lub też tylko samej węzłówki rufowej (dejwudu). Natomiast w konstrukcjach samonośnych stanowi jednocześnie element konstrukcyjny i poszycie.
Przeciwieństwem pawężowego (płaskiego) zakończenia rufy jest zakończenie zbieżne (podobne do dziobowego) zwane szpicgatem.
Wyjątkowo pawęż dziobową zastosowano w konstrukcji kadłuba jachtu klasy Optymist.